# ヴィタリー・ユルチェンコ
ヴィタリー・ユルチェンコ（ロシア語: Виталий Юрченко、Vitaly Yurchenko、1936年5月2日-)は、ソ連のKGB職員。退役大佐。対外諜報を担当した第1総局所属だったが、その中でもKRライン（防諜、カウンタースパイ）に属していた。

## 経歴
1955年、ソ連海軍に入隊。1959年、KGB勤務に移り、1961年には黒海艦隊配属のKGBの長となった。1968年、国外諜報に回され、エジプト海軍附属ソビエト海軍顧問として、アレキサンドリアに派遣された。エジプト滞在中、地中海に基地を置くアメリカ等西側海軍に関する情報収集に従事した。
1975年、ソ連大使館の保安将校としてワシントンに着任する。保安将校としてのユルチェンコの任務は、大使館職員を監視し、CIAやFBIからの浸透が行われないようにすることだった。
一方、アメリカ側もユルチェンコを監視し、彼が度々私的にカナダに出国していることを発見した。当初はソ連側の大規模な作戦が疑われたが、彼が妻帯者で子供がいるにも拘らず、駐モントリオール大使館で働くソ連外交官の妻と不倫関係にあることが後に分かった。CIAは、このことをネタにユルチェンコと接触し、ユルチェンコ側も愛人とアメリカで新生活を送れることを条件に協力に同意した。かくして、モントリオールで外交官の妻を交えた会見が行われたが、彼女は夫を捨てる気は毛頭なかった。ユルチェンコのアメリカ亡命は一旦立ち消えになったが、この間、彼はアメリカ国内での全作戦についてアメリカ側に伝えた。
1980年、ユルチェンコは任期を終えてモスクワに戻り、第1総局K（防諜）課長に昇任した。1985年初め、北米で活動する全エージェントを知るポストである第1総局第1課（アメリカ、カナダ）副課長となった。1985年8月1日、出張中のローマのアメリカ大使館に駆け込み、政治亡命を求めて認められ、アメリカに出国した。
ユルチェンコはアメリカ中央情報局(CIA)の取調べに協力し、CIA職員のエドワード・ハワードと元NSA職員のロナルド・ペルトンが実はKGBのスパイであることを暴露した。ハワードは捉えられる前にソ連に逃れ、ペルトンは後に逮捕され終身刑3回の判決を受けた。その後2015年11月に釈放された。
1985年11月2日、CIA職員と食事中に突然席をはずし行方不明になったユルチェンコは、数日後にワシントンのソ連大使館に突然姿を現した。ユルチェンコは、ローマでCIAに誘拐され、薬物を注射されて意識不明の状態でアメリカに運ばれたと主張し、ソ連に帰国した。ソ連はユルチェンコの身分を外交官であると主張し、その「誘拐」を強く非難した。
ソ連に帰国したユルチェンコが、その後表舞台に出てくることはなかった。死刑になったという噂がアメリカ側から流布されたが、ソ連は、ユルチェンコはアメリカに誘拐されたとの立場を堅持し、ユルチェンコは健在だと主張し、その「声明」や「手記」を発表してアメリカ非難を続けた。その後、「名誉チェキスト」記章を授与され、1991年に退役した。
この事件の真相はすべては明らかではないが、ユルチェンコはCIAを騙す目的で最初から二重スパイを演じていた可能性が指摘されている。また、2名のスパイをアメリカ側に売り渡すという犠牲を敢えてしたのも、大物スパイのオルドリッチ・エイムズから捜査の目をそらさせるための捨て身の作戦であったとも指摘されている。

## フィクションへの影響
1987年に公開されたスパイ映画の007シリーズ第15作「007 リビング・デイライツ」には、悪役の一人としてジェローン・クラッベ演じるKGBのゲオルギ・コスコフ将軍が登場するが、そのキャラクターはユルチェンコの事件を参考に作られた。